# Albert King (basket-ball)
Albert King, né le 17 décembre 1959 à Brooklyn, New York, est un joueur professionnel américain de basket-ball ayant évolué aux postes d'arrière ou d'ailier.
Après avoir passé sa carrière universitaire dans l'équipe des Terrapins du Maryland, il est drafté en 10e position par les Nets du New Jersey lors de la draft 1981 de la NBA.

## Biographie
Il est le jeune frère d'un autre joueur professionnel Bernard King.